# Ixodes filippovae
Ixodes filippovae är en fästingart som beskrevs av Cerny 1961. Ixodes filippovae ingår i släktet Ixodes och familjen hårda fästingar. Inga underarter finns listade i Catalogue of Life.